# Yangchuanosaure
El yangchuanosaure (Yangchuanosaurus, 'rèptil de Yang-chuan') és un gènere de dinosaures teròpodes sinraptòrids, que visqueren en el Juràssic superior (fa aproximadament 156 milions d'anys, en l'Oxfordià), en el que avui és la província xinesa de Sichuan, en la Formació Shangshaximiao.

## Descripció
Els yangchuanosaures feien uns 7 m de llarg amb un crani de 0,80 m. En el rostre i morro tenien gran quantitat de rugositats i banyes, com els ceratosaures. Posseïen una llarga cua que feia la meitat de la longitud total del cos. Presentaven un disseny bàsic del cos més primitiu que el dels al·losàurids. Els yangchuanosaures, igual que altres teròpodes tals com el Sinraptor, representen el graó previ en l'evolució dels al·losaures.
Els yangchuanosaures visqueren a les regions que formen avui Xina i Mongòlia. Van ser un dels grans carnívors del seu temps. Compartien el territori amb sauròpodes com els mamentxisaures i els omeisaures.